# Убийство Деда Мороза
Убийство Деда Мороза (итал. L'Assassinat du père Noël) — французский фильм-драма 1941 года, поставленный режиссёром Кристиан-Жаком по одноименному роману Пьера Вери (фр.). Первый фильм производства кинокомпании Continental Films.

## Сюжет
В савойском селе, что отрезано суровой зимой от мира, папаша Корнюсс, который рисует глобусы и очаровывает детей рассказами о своих (мнимых) путешествиях, ежегодно обходит местных жителей в костюме Пер-Ноэля (Деда Мороза). У него есть дочь Катрин, которая мечтает выйти замуж за учителя-вольнодумца. В этом году, после десяти лет отсутствия, в свой замок возвращается барон Ролан. По-своему мизантроп, он выучил 14 языков, но теперь предпочитает молчать. Объездив весь мир, он так и не нашел женщину, с которой хотел бы прожить всю жизнь. Он приглашает в свой замок Катрин, чьё романтическое воображение разжёг ещё в детстве, — выбрать к рождественскому празднику платье по вкусу.
Папаша Корнюсс начинает обход. В каждом доме его угощают стаканчиком, и вскоре он уже не держится на ногах. В разгар полуночной мессы прихожане вдруг замечают, что Пер-Ноэль исчез, а вместе с ним — и кольцо Святого Николая, реликвия церкви. Чтобы порадовать младшего брата, инвалида, прикованного к кровати и огорченного пропажей Пер-Ноэля, двое сыновей привратницы замка отправляются на его поиски. Они находят труп Пер-Ноэля в снегу. Его относят к дому Корнюсса, но, с удивлением находят хозяина живым и невредимым. Люди внимательно осматривают тело, обернутый широким плащом: это человек, которого не знают в селе. Барона находят связанным, он утверждает, что его избили, ограбили и отняли этот плащ, в который он завернулся, чтобы продолжить обход Корнюсса.
Мэр и члены муниципального совета начинают расследование, проклиная жандармов, не способных отыскать дорогу к селу. Те не могут пробиться к нему через снежные заносы. Сельская дурочка матушка Мишель, что постоянно ищет своего кота, обвиняет во всем аптекаря, но никто не воспринимает это всерьез. И все-таки она оказывается правой: жандарм узнает, что кольцо украл аптекарь и у него был сообщник, которого аптекарь позже убил. Корнюссу, который протрезвел от переживаний, остается только завершить обход. Он направляется к больному малышу и дарит ему глобус, о котором тот мечтал. Но прежде чем вручить подарок, Корнюссу удается поставить мальчика на ноги. Возможно, это чудо. Не менее чудесно и то, что барон находит в Катрин, что живет в его владениях, идеальную женщину, которую он тщетно искал в далеких странствиях.